# Dryococelus australis
Espèce
Statut de conservation UICN

 CR D : 
En danger critique
Dryococelus australis est une espèce insulaire de phasmes, originaire de l'île Lord Howe, située à 600 km à l’est du continent australien. En raison de sa grande taille, qui peut atteindre 20 cm pour les femelles, il a parfois été dénommé en anglais tree lobster (« homard des arbres »).
Cet insecte a été considéré comme éteint dans les années 1920, mais une petite population d’une trentaine d’individus fut découverte en 2001 sur un massif volcanique dénommé la pyramide de Ball. Les individus de cette population ne sont pas tout à fait morphologiquement identiques aux spécimens anciens conservés dans les musées d'histoire naturelle, ce qui laisse imaginer qu'il pourrait s'agir d'une autre espèce, mais une étude d'ADN, publiée en 2017 par la revue Current Biology, a montré que la distance génétique entre individus de musées et modernes était faible (de l'ordre d'une différenciation intraspécifique classique),. 
Ce phasme est donc classé parmi les « taxons Lazare ».

## Programme de conservation et projet de réintroduction
En 2003, deux couples sont prélevés dans leur habitat en vue d'un programme de reproduction en captivité. 

Après quelques difficultés, le zoo de Melbourne a pu obtenir une grande quantité de naissances, qui laissent envisager la possibilité de réintroduction, avec le risque d'une diversité génétique relativement faible. 

En avril 2012, plus de 9 000 individus ont pu naître en captivité, dont 20 ont été réintroduits sur la pyramide de Ball, le but étant néanmoins une réintroduction sur l'île Lord Howe quand les rats en auront été éradiqués avec certitude (le rat noir a été introduit au début du XXe siècle lors de l'escale d'un navire). L'éradication de rongeurs devenus invasifs pose de nombreux défis,.
La redécouverte de ce phasme constitue un cas particulier mais emblématique, de protection, réintroduction et conservation d'insectes en Australie et dans l'hémisphère sud dans les îles dont la biodiversité a été dégradée par les activités ou influences humaines.